# Valdemarsdagen i Holbæk og Vordingborg, (Ringsted) 1
|  | Denne artikel er oprettet af botten PalnaBot ud fra en ekstern database. Den kan derfor have sproglige fejl eller mangler. Denne skabelon kan fjernes efter kontrol af indholdet. |

Valdemarsdagen i Holbæk og Vordingborg, (Ringsted) 1 er en film med ukendt instruktør.

## Handling
Opstilling foran stor bygning (Politistation i dag). Pan over Holbæk. Flagsmykkede gader. Foran Østrup Rasmussens herreekvipering. Allegade. Havneområdet ved Holbæk. Folkefest i Vordingborg: Mange mennesker forsamlet foran Gåsetårnet. Spejdere hejser flag. Ringsted: Soldater opstillet foran bygning. (Skt. Bendts gades torv?) Der ventes på kongeparret. Filmfotograf er gået i stilling. Kongeparret ankommer i bil "Krone 2". Kong Christian X inspicerer soldater og hilser på fremmødte.